# دنو جیناکوپلوس
دنو جان جیاناکوپلاس (به یونانی: Konstantinos Giannakopoulos) محقق آمریکایی تاریخ فرهنگی و مذهبی بیزانس و تاریخ روشنفکری رنسانس ایتالیا و پروفسور برادفورد دورفی بازنشسته تاریخ بیزانس، تاریخ رنسانس و تاریخ کلیسای ارتدکس شرقی در دانشگاه ییل بود. او نویسنده 13 کتاب و بیش از 100 مقاله بود و یکی از برجسته ترین دانشمندان بیزانسی در جهان به شمار می رفت. او پدر اکونومیست ییل  پروفسور جان جبناکوپلوس بود.

## زندگی و تحصیل
در سال 1916 در مینیاپولیس، مینه سوتا، از پدر و مادری یونانی به دنیا آمد. او قبل از اینکه مورخ شود، موسیقی خوانده است. او در سال 1939 دیپلم ویولن را از مدرسه موسیقی جولیارد گرفت و سپس در اولین بخش ویولن در ارکستر سمفونیک مینیاپولیس زیر نظر دیمیتری میتروپولوس نواخت. به طور همزمان مدرک لیسانس خود را ادامه داد. در تاریخ از دانشگاه مینه سوتا، آن را در سال 1941 دریافت کرد. در سال 1942، به همراه یکی از دوستان مدرسه‌اش، سیدنی اهلستروم، در ارتش ایالات متحده ثبت نام کرد، که هر دو در نهایت استاد تاریخ در ییل شدند. به شمال آفریقا فرستاده شد و در آنجا زبان فرانسه را آموخت و سپس در اولین موج سربازان آمریکایی بود که به سیسیل رسید و در آنجا ایتالیایی را آموخت. او که به طور فزاینده ای به فرهنگ ایتالیایی علاقه مند شد، موفق شد در سال 1946 در دانشگاه پیزا ثبت نام کند و پایان نامه خود را به زبان ایتالیایی بنویسد.  پس از ترک ارتش به عنوان کاپیتان، به سمفونی و دانشگاه مینه سوتا بازگشت و در سال 1946 مدرک M.A به او اعطا شد. او در سال 1947 در دانشکده تحصیلات تکمیلی دانشگاه هاروارد ثبت نام کرد و دکترای خود را به پایان رساند. در تاریخ در سال 1953، در عین حال به عنوان کنسرت ارکستر سمفونیک هاروارد-ردکلیف خدمت می کرد.

## کتابها
- امپراتور مایکل پالئولوگ و غرب، 1258-1282: مطالعه ای در روابط بیزانس و لاتین (انتشارات دانشگاه هاروارد، 1959).
- دانشمندان یونانی در ونیز: مطالعاتی در زمینه انتشار دانش یونانی از بیزانس به اروپای غربی (انتشارات دانشگاه هاروارد، 1962).
- شرق بیزانس و غرب لاتین: دو جهان مسیحیت در قرون وسطی و رنسانس (بارنز و نوبل، 1966).
- بیزانس و رنسانس: دانشمندان یونانی در ونیز: مطالعاتی در زمینه انتشار دانش یونانی از بیزانس به اروپای غربی (Archon Books، 1973).
- تعامل فرهنگ های بیزانسی و غربی 'برادر' در قرون وسطی و رنسانس ایتالیا: (330-1600) (انتشارات دانشگاه ییل، 1976).
- تمدن غرب قرون وسطی و جهان بیزانس و اسلام: تعامل سه فرهنگ (دی سی هیث، 1979).
- بیزانس: کلیسا، جامعه و تمدن که از طریق چشمان معاصر دیده می شود (انتشارات دانشگاه شیکاگو، 1984).
- قسطنطنیه و غرب: مقالاتی درباره رنسانس اواخر بیزانس (پالئولوژی) و ایتالیایی و کلیساهای روم و بیزانس (انتشارات دانشگاه ویسکانسین، 1989).
- تاریخ کوتاهی از پدرسالاری کلیسای قسطنطنیه (330-1990) 'نخستین در میان برابران' در کلیسای ارتدکس شرقی (مطبوعات ارتدوکس صلیب مقدس، 1990).